# Valérie Maltais
Valérie Maltais (* 7. April 1990 in La Baie) ist eine ehemalige kanadische Shorttrackerin und heutige Eisschnellläuferin.

## Werdegang

### Shorttrack
Bevor Maltais im Alter von sechs Jahren mit dem Shorttrack begann, hatte sie zunächst an Eiskunstlaufwettkämpfen teilgenommen. Außerdem hält sie den nationalen Juniorenrekord über 500 Meter und wurde im Jahr 2007 dreimalige Juniorenmeisterin Kanadas.
Der erste internationale Start Maltais' fand im Januar 2006 bei der Juniorenweltmeisterschaft in Miercurea Ciuc statt. Dort scheiterte sie in den Einzelwettbewerben zwar immer schon spätestens im Halbfinale, mit der Staffel gelang ihr jedoch der vierte Rang. Auch ein Jahr später nahm sie wieder an der Junioren-WM teil, verpasste jedoch erneut eine Top-5-Platzierung. Da sie aber bei nationalen Wettkämpfen gute Ergebnisse erzielte und unter anderem die Silbermedaille über 1000 Meter bei der Kanadischen Meisterschaft 2007 gewann, wurde sie Gesamtachte in der nationalen Rangliste. Dennoch nominierte sie der kanadische Verband in der nächsten Saison 2007/08 für kein internationales Rennen, dafür wurde sie kanadische Juniorenmeisterin auf der 1500-Meter-Distanz. Obwohl sie nur einen zwölften Rang in der kanadischen Rangliste am Ende der Saison innehatte, qualifizierte sich Maltais als Nachwuchsathletin für den Shorttrack-Weltcup 2008/09, wo sie auf Anhieb zwei dritte Plätze mit der Staffel erreichte. Dazu gelangen ihr im Einzel zwei Top-Ten-Resultate.
Maltais wurde bei der WM 2012 in Shanghai Weltmeisterin im 3000-m-Superfinale. Bei den Olympischen Winterspielen 2014 in Sotschi errang sie der Staffel Silber, was ihr bei der folgenden WM in Montreal erneut glückte, als sie zudem drei Bronzemedaillen gewann. Zwei Jahre später sicherte sie sich bei den Shorttrack-Weltmeisterschaften 2016 in Seoul Silber mit der 3000-Meter-Staffel, zu der neben ihr auch Marianne St-Gelais, Audrey Phaneuf und Kasandra Bradette gehörten. Kurze Zeit später beendete sie den 1000-Meter-Weltcup als Zweite der Gesamtwertung. In der Wertung über 1500 Meter belegte sie wie bereits in der Saison 2013/14 den vierten Rang.
Bei den Olympischen Winterspielen 2018 in Pyeongchang lief sie über 1000 Meter auf den siebenten Rang und über 1500 Meter auf den 19. Platz. Die Weltcup-Saison 2017/18 beendete sie am Ende auf Rang vier. Es war ihr dritter vierter Platz nach 2013/14 und 2015/16. Bei den im März ausgetragenen Shorttrack-Weltmeisterschaften 2018 in Montreal wurde sie mit der Staffel hinter Südkorea und den Niederlanden Dritter und gewann damit ihre 13. WM-Medaille.

### Eisschnelllauf
Zur Saison 2018/19 gab Maltais bekannt, zum Eisschnelllauf zu wechseln. Bereits ab Mai 2018 hatte sie bei den Eisschnellläufern trainiert. Bei den Kanadischen Meisterschaften in Calgary im Oktober 2018 gewann sie Bronze über die 3000 Meter. Zudem wurde sie Sechste über die 1500-Meter-Distanz. Am 8. Dezember 2018 gab sie beim Weltcup in Tomaszów Mazowiecki ihr Debüt über 1500 Meter und wurde Siebente. Eine Woche später debütierte sie in Heerenveen über die 3000 Meter und belegte am Ende den 13. Platz. Beim Canada Cup im Januar 2019 siegte Maltais über die 1500 Meter. Damit erreichte sie auch einen Startplatz bei der Eisschnelllauf-Einzelstreckenweltmeisterschaften 2019 in Inzell. Nach eher durchwachsenen Einzelergebnissen dort, verpasste sie in der Teamverfolgung mit ihren Mannschaftskolleginnen Ivanie Blondin und Isabelle Weidemann als Vierte nur knapp eine Medaille. Bei der Eisschnelllauf-Mehrkampfweltmeisterschaft 2019 im kanadischen Calgary erreichte Maltais den 17. Platz.

## Privates
Maltais ist seit März 2017 mit dem Eisschnellläufer Jordan Belchos liiert.